# クライスラー・TC バイ・マセラティ
クライスラー・TC バイ・マセラティ（Chrysler TC by Maserati ）は、クライスラーとマセラティにより開発されたGTカーである。クライスラーの「広告車（halo car ）」として企画され、1988年から1991年まで販売が行われた。累計生産台数は7,300台。

## 概要
1984年当時にクライスラーの会長を務めていたリー・アイアコッカは、フォード時代から個人的な親交があったデ・トマソ会長のアレッサンドロ・デ・トマソとの縁で、スポーツクーペの合同開発を発表する。この当時、デ・トマソは傘下にマセラティを擁していたことから、同車もマセラティブランドからの発売となった。
1986年のロサンゼルスオートショーでコンセプトカーが披露されたのち、1988年に発売を開始。主な競合車にはビュイック・リアッタやキャデラック・アランテなどで、両車は前輪駆動・コンバーチブルなどTCとの共通項が多く、特にアランテはV型8気筒を搭載するなどTCより上級のクラスではあるが、ピニンファリーナが生産の一部を担当するなどキャラクター性も似通っていた。
車体はダッジ・デイトナにも用いられた“プラットフォーム”のホイールベースを短縮し、ZFザックス製のショックアブソーバーが組み込まれている。屋根はオペラウィンドウを備えたハードトップと布製の手動式ソフトトップ（タン/黒の2色を設定）が選択可能で、ホイールはイタリアのフォンドメタルによる専用デザインのものが採用された。内装ではシートや内装パネルを中心にイタリア製の皮革があしらわれ、唯一のカタログオプションとしてCDプレイヤーのみが用意されていた。
エンジンは当初、「ターボ II」の通称で知られるデイトナと共通のクライスラー・Kエンジンのデチューンモデルが、A413型3速ATと共に組み合わせられていた。1990年モデル以降は「ターボ II」から三菱自動車工業製の6G72型エンジンに変更され、ATも4速モデルのA604型に格上げされた。
なお、500台限定でゲトラグ製5速MTと独自チューンの2.2Lエンジンを組み合わせたモデルが製造された。このエンジンは「ターボ II」をベースとしているが、ヘッドカバーに"Maserati"の文字が入っていることから、“マセラティエンジン”の通称で呼ばれている。シリンダーヘッドは既存の「ターボ II」のSOHC・8バルブから、コスワースが制作したDOHC・16バルブへ変更されている。この他、ピストンはドイツのマーレ製、ターボチャージャーは石川島播磨重工業（現：IHI）製、カムシャフトはアメリカ合衆国のフロリダ州を拠点とするクレーン・カムズ(Crane Cams)製と各国から集められたものだが、組み立て・仕上げ工程は一貫してマセラティが担当していた。

### 市場からの評価
「世界からクライスラーの見方を変える」というアイアコッカの目論見で投入されたTCは、一部の評論家・マスコミには批判的に受け入れられ、「両者にとって最悪の事態を招く」などの意見が出た。また、同社が低価格帯クーペモデルとして販売していたレバロンとの類似性も持ち上がったが、販売が好調だったレバロンに対して価格設定・装備の選択肢・性能面などでの優位性を見いだせず、月間5,000-10,000台という目標に大きく届かない販売台数に終わってしまう。その一方で同時期に市場に投入されたリアッタは、販売力に勝り廉価だったことも奏して、苦戦を強いられたTC比で堅調な売り上げを記録している。

## 年度別販売台数・価格
TCはクライスラーのディーラー網のうち、選出された300件のみで販売された。価格はすべて米ドル。
| 年度   | 生産数  | 販売価格 |
| ------ | ------- | -------- |
| 1989年 | 3,764台 | $33,000  |
| 1990年 | 1,900台 | $35,500  |
| 1991年 | 1,636台 | $37,000  |